# Soulful house
Soulful House is een genre in de muziekstijl house.
Het genre van housemuziek is ontstaan door dj's in Chicago, New York, Londen, Brazilië, Melbourne en Zuid-Afrika. Deze producers gingen de samenwerking aan met muzikanten of gebruikten samples uit de soul- en funkmuziek.
Soulful house heeft elementen uit de muziekstijlen: soul, funk, disco, jazz en elektronische muziek uit de jaren 80. Op houseritmes worden instrumenten gespeeld zoals piano, gitaar, basgitaar, contrabas, saxofoon en trompet. Vaak worden ook vocalen gebruikt. Soulful house biedt veel ruimte voor improvisaties. Tegenwoordig treden dj's ook met muzikanten op.
Soulful house is dansbaar door de housestijl (de beat), maar is ook te horen als achtergrondmuziek in restaurants en winkels.

## Bekende artiesten
- DJ Spen
- "Little Louie" Vega
- Joey Negro
- Reelsoul
- Karizma
- Rhemi
- Sean McCabe
- Terry Hunter
- Groove Assassin
- David Harness
- Moon Rocket
- DJ Spinna
- Sandy Rivera
- Reel People
- Opolopo
- Kenny Dope
- Crackazat
- Richard Earnshaw
- Jamie Lewis
- David Morales